# Lehmann&Voss&Co. KG
Lehmann&Voss&Co. ist ein 1894 gegründetes, deutsches Unternehmen der Chemie mit Sitz in Hamburg. Das Unternehmen vermarktet chemische und mineralische Rohstoffe an industrielle Abnehmer.
1894 als Handelshaus gegründet, hat sich das Unternehmen zu einer anwendungstechnisch orientierten Vertriebsorganisation mit knapp 400 Mitarbeitern entwickelt – mit langjährigen Verbindungen zu den internationalen Beschaffungsmärkten und mit eigener Produktion. Während des Zweiten Weltkriegs beschäftigte das Unternehmen sowjetische zivile Zwangsarbeiter. Ein Lager für 30 Personen in der Äußeren Schimmelstraße für 30 Personen und ein Lager für sechs Personen auf dem Betriebsgelände waren dem Unternehmen zugeordnet.
Die Produkte, insbesondere Kunststoffe, chemische Rohstoffe, Hilfsstoffe und Additive, gehen an eine Vielzahl von Abnehmerindustrien (Brauereien, Weinproduzenten, Kunststoffindustrie, Lack- und Farbenindustrie, Pharmazie, Kautschukindustrie, Getränke- und Ernährungsindustrie, Polyurethan-Verarbeiter, Schmierstoffhersteller, Zellstoffindustrie, Feuerfestindustrie, Kosmetikindustrie) zur Weiterverarbeitung oder um Herstellungsverfahren wirtschaftlicher zu gestalten. Tochtergesellschaften existieren in Deutschland, Großbritannien, Frankreich, Spanien, Italien, den Niederlanden, Polen, Dänemark, den USA, China, Korea und in der Schweiz und bilden zusammen mit der Muttergesellschaft Lehmann&Voss&Co. die LEHVOSS Gruppe mit 648 Mitarbeitern und 465 Mio. € Umsatz im Jahr 2023.